# Dym (singolo)
Dym (in ucraino Дим?) è un singolo del duo musicale ucraino Vremja i Steklo, pubblicato il 21 marzo 2019 come quarto estratto dal secondo album in studio Vislovo.
È stato riconosciuto con lo YUNA alla miglior canzone e l'M1 Music Award alla hit dell'anno.

## Video musicale
Il video musicale, diretto da Maksym Šelkovkinov e Denys Manoch, è stato reso disponibile in concomitanza con l'uscita del brano attraverso il canale YouTube del duo.

## Tracce
Testi di Oleksij Potapenko e Andrij Bezkrovnyj, musiche di Oleksij Potapenko, Andrij Bezkrovnyj e Vadym Lysycja.
1. Dym – 3:18

## Classifiche

### Classifiche settimanali
| Classifica (2019) | Posizione massima |
| ----------------- | ----------------- |
| Ucraina           | 1                 |

### Classifiche di fine anno
| Classifica (2019) | Posizione |
| ----------------- | --------- |
| Ucraina           | 6         |
| Classifica (2020) | Posizione |
| Ucraina           | 14        |
| Classifica (2021) | Posizione |
| Ucraina           | 26        |
| Classifica (2022) | Posizione |
| Ucraina           | 91        |
| Classifica (2023) | Posizione |
| Ucraina           | 73        |
| Classifica (2024) | Posizione |
| Ucraina           | 124       |

### Classifiche di fine decennio
| Classifica (2010-19) | Posizione |
| -------------------- | --------- |
| Ucraina              | 165       |
| Classifica (2020-29) | Posizione |
| Ucraina              | 8         |